# RAMDAC
Een RAMDAC (random-access memory digital-to-analog converter) is een chip op de grafische kaart die zorgt voor het omzetten van digitaal (videogeheugen) naar analoge beeldsignalen (computermonitor).
Naast een klein statisch geheugen (SRAM) waarin het kleurenpalet is opgeslagen, bevat het drie digitaal-analoogomzetters (voor de primaire kleuren rood, groen, blauw). Elk van deze D/A-omvormers zet de digitale kleurwaarde voor een basiskleur met behulp van de kleurentabel om in een analoge spanningswaarde die het beeldscherm van de computer kan begrijpen.
Het belangrijkste kenmerk van de RAMDAC is de pixelfrequentie. Dit is het aantal pixels dat de chip per seconde kan converteren. Hoe hoger deze snelheid, hoe hoger de resolutie en/of de vernieuwingsfrequentie is die kan worden geselecteerd. Daarnaast is ook de flank van het uitgangssignaal belangrijk, deze bepaalt de beeldscherpte.